# La Nueva Rosita, Durango
La Nueva Rosita är en ort i Mexiko.   Den ligger i kommunen Tamazula och delstaten Durango, i den centrala delen av landet, 1 000 km nordväst om huvudstaden Mexico City. La Nueva Rosita ligger 2 149 meter över havet och antalet invånare är 271.
Terrängen runt La Nueva Rosita är bergig söderut, men norrut är den kuperad. La Nueva Rosita ligger uppe på en höjd. Runt La Nueva Rosita är det mycket glesbefolkat, med 6 invånare per kvadratkilometer. La Nueva Rosita är det största samhället i trakten. I omgivningarna runt La Nueva Rosita växer huvudsakligen savannskog.